# Vaskó Tamás
Vaskó Tamás (Budapest, 1984. február 20. –) magyar labdarúgó hátvéd.
Hivatásos pályafutását az Újpest FC-ben kezdte 2003-ban, ahonnan a 2004–2005-ös szezonban az Tatabányához került kölcsönbe, majd 2005-től ismételten Újpesten játszott.
2007-ben az angol másodosztály rájátszásának döntőjébe jutó Bristol Cityben szerepelt kölcsönjátékosként, majd 2008 nyarán visszatért Újpestre. Az Újpest 2008. nyarán egy évre ismét kölcsönadta, ezúttal az olasz másodosztályban szereplő US Avellinónak. 2009. nyarától ismét az Újpest csapatában játszott, egészen 2010. nyaráig, amikor aláírt a Videotonhoz, abban az évben bajnok lett a csapattal, majd 2012 nyarán kölcsönadták a Kecskemétnek. Rövid Mezőkövesdi kitérő után 2014. január 27-én féléves szerződést kötött a Puskás Akadémia FC-vel. 2015 elején a Dunaújváros PASE csapatához igazolt.  Archiválva 2015. január 6-i dátummal a Wayback Machine-ben                    2016- tól néhány évig nevelőegyesülete, a Vasas SC játékosa volt, majd a Csákvár labdarúgója lett

## Pályafutása

### Klubcsapatban
Pályafutását Újpesten kezdte, 2002-ben lett a csapat profi játékosa. Az NB I 2003–2004-es idényében mutatkozott be, két bajnoki találkozón játszott. Mivel pályára lépett a szezon során, így tagja volt a bajnoki ezüstérmet nyert csapatnak. A bajnoki második helyezés értelmében az Újpest indulhatott a következő évben az UEFA-kupa-selejtezőjében.
Dacára a kupaindulásnak Vaskó nem maradt a fővárosi egyesületnél, a teljes 2004–2005-ös szezont az FC Tatabánya kölcsönjátékosaként játszotta végig. A bányászcsapatban jól megállta a helyét, 22 mérkőzésen jutott szóhoz, és hátvéd létére háromszor is be tudta venni az ellenfelek kapuját. Eddigi karrierje során máig ez volt gólszerzési szempontból a legtermékenyebb idénye. A jó teljesítményét látva meggyőzte az Újpest vezetőit arról, hogy értékes tagja lehet a lila-fehérek játékoskeretének, így visszahívták a kölcsönből.
A 2005–2006-os évben az Újpestnél nem kapott akkora szerepet, mint a Tatabányánál, ennek ellenére így is 15 mérkőzést játszott a bajnokságban, sőt kétszer gólt is szerzett. Előbb 2005. augusztus 6-án a Vasas ellen, majd 2006. május 28-án a Győri ETO FC ellen talált be. A csapat a Debreceni VSC mögött a második helyen végzett az NB I-ben, így az UEFA-kupa 2006–2007-es kiírásában indulhattak.
Az Újpestnek a selejtező 1. fordulójában kellett bekapcsolódnia a kupasorozatba, az ellenfél a svájci másodosztályban induló, de liechtensteini illetőségű FC Vaduz volt. Az első találkozót július 13-án rendezték a Szusza Ferenc Stadionban, ahol kiábrándító, 4–0-s vendégsiker született. Bár Vaskót nevezték a mérkőzésre, de játéklehetőséget nem kapott. A súlyos vereség után Bicskei Bertalan távozott az újpestiek kispadjáról, helyét Valérie Billen vette át. A Rheinparkban rendezett két héttel későbbi visszavágón július 27-én Vaskó pályafutása során először játszhatott klubcsapatok számára kiírt nemzetközi mérkőzésen, rögtön kezdőként. A bemutatkozás az idegenbeli 1–0-s Újpest FC siker ellenére sem sikerült túl fényesre, mivel a Vaduz 4–1-es összesítéssel kiejtette a magyar ezüstérmest. Vaskónak máig ez az egyetlen nemzetközi kupamérkőzése. Fiatal kora ellenére Újpesten ő viselte a csapatkapitányi karszalagot az idény során. A bajnokságban 27 alkalommal játszott az idény során, gólt mindössze egy alkalommal tudott szerezni, 2007. március 31-én a Pécsi MFC vendégeként játszottak, ahol az ő találatával nyertek 1–0-ra. Az idényt a csalódást jelentő 4. helyen zárták, noha versenyben voltak a bajnoki címért is.
A gyenge bajnoki helyezés ellenére több iránta érdeklődő klub is akadt. A Southampton FC-nél próbajátékon is volt egy norvégiai edzőtábor keretein belül, végül a megállapodás elmaradt.
A 2007–2008-as idényben BFC Siófok ellen még pályára lépett július 21-én a bajnokság elején, de ezt követően a Bristol City FC-nek kölcsönadták. A hírt augusztus 2-án hozták nyilvánosságra, a kölcsönadási szerződés 1 évre szól. A Bristol opciós joggal rendelkezik, és mennyiben elégedettek lesznek Vaskóval, 2008 nyarán akár végleg meg is vásárolhatják a válogatott védőt. A megállapodás pontos részleteit a két klub nem hozta nyilvánosságra. Az angoloknál 17 bajnoki találkozón játszott, december 29-én a Burnley FC ellen győztes gól szerzett. Mind az FA Kupában, mind az Angol Ligakupában bemutatkozott már a szigetországban.
2011 -ben a Videoton színeiben megszerezte első NB1-es aranyérmét, miután a csapat végig magabiztosan vezette a tabellát.
2012 nyarán a Videotontól a Kecskemét csapatába igazolt. A szezon végén visszatért a Videotonhoz ám közös megegyezéssel szerződést bontottak a felek. A nyár folyamán több külföldi kérője is akadt, végül az MTK csapatával edzett az ősz folyamán. Az őszi szezon hátralévő mérkőzéseire a Mezőkövesd-Zsóry SE csapatához igazolt, ahol első mérkőzésén a DVSC elleni 4-2 re megnyert ligakupa-meccsen góllal mutatkozott be. Vaskó érkezésével szárnyalni kezdett a Mezőkövesd, a hátralévő 3 hazai bajnoki mérkőzésükből kettőt megnyertek, a címvédő Győri ETO FC ellen 3-0-ra, az MTK csapatát 1-0  győzték le, valamint 2-2-es döntetlent értek el a DVSC-TEVA ellen. Véber György dicsérte is a védőt nagyszerű teljesítményéért.
Vaskó a téli átigazolási időszak végén féléves szerződést kötött a Puskás Akadémia FC-vel. Épp a Mezőkövesd elleni bajnokin súlyos sérülést szenvedett. Felépülése után 2015 januárjában leszerződtette a Dunaújváros PASE labdarúgó csapata. A csapat a szezon végén kiesett az első osztályból. 2015 szeptemberében sikerült megállapodnia az NB I.-be frissen feljutó Békéscsaba 1912 Előre csapatával. 2016 nyarán a nevelőegyesületéhez a Vasas SC-hez szerződött, ahol első szezonjában 31 mérkőzésen 6 góllal járult hozzá a klub bronzérmet jelentő 3. helyezéséhez. Ebben a szezonban a Vasas 3 forduló kivételével a 18. fordulóig vezette az NB1-et. Vaskó a szezonban két alkalommal is bekerült a forduló válogatottjába, először a 2. fordulóban a Debrecen ellen csereként beállva kétszer bólintott az ellenfél kapujába amivel 3-1 re győztek hazai pályán, valamint a 3. fordulóban a Videoton ellen 2-1 arányban megnyert találkozón is remekelt. A szezon utolsó mérkőzésén hazai pályán a Mezőkövesd Zsóry FC ellen csatárokat megszégyenítő találattal mentett pontot a csapatának amivel bebiztosították a 3. helyezést a tabellán. A Vasas azonban a következő szezonban gyengén szerepelt, így kiestek az első osztályból.
2019 nyarán a harmadosztályú Eger SE játékosa lett, ahol 27 bajnoki mérkőzésen ötször volt eredményes.
2021 év elején a másodosztályú Csákvár leigazolta.

### A válogatottban
A magyar labdarúgó-válogatottban 2007. február 7-én debütált Lettország ellen. Részese volt a friss világbajnok Olaszország legyőzésének 2007. augusztus 27-én.

## Sikerei, díjai
Újpest FC:
- Ezüstérmes: 2003–04, 2005–06

Videoton FC:
- Bajnok: 2010-11
  - Ezüstérmes: 2009–10

 Vasas SC:
- Bronzérmes: 2016-17
  - Magyar Kupa döntős: 2016-17

## Statisztika

### Klub teljesítmény
| Klub         | Szezon   | Serie B      | Serie B      | Coppa Italia | Coppa Italia | —        | —        | —      | —      | Összesen | Összesen |
| Klub         | Szezon   | Mérk         | Gól          | Mérk         | Gól          | Mérk     | Gól      | Mérk   | Gól    | Mérk     | Gól      |
| ------------ | -------- | ------------ | ------------ | ------------ | ------------ | -------- | -------- | ------ | ------ | -------- | -------- |
| US Avellino  | 2008–09  | 30           | 2            | —            | —            | —        | —        | —      | —      | 30       | 2        |
| US Avellino  | Összesen | 30           | 2            | —            | —            | —        | —        | —      | —      | 30       | 2        |
| Klub         | Szezon   | Championship | Championship | FA-kupa      | FA-kupa      | Ligakupa | Ligakupa | —      | —      | Összesen | Összesen |
| Klub         | Szezon   | Mérk         | Gól          | Mérk         | Gól          | Mérk     | Gól      | Mérk   | Gól    | Mérk     | Gól      |
| Bristol City | 2007–08  | 19           | 1            | 1            | 0            | 1        | 0        | —      | —      | 21       | 1        |
| Bristol City | Összesen | 19           | 1            | 1            | 0            | 1        | 0        | —      | —      | 21       | 1        |
| Klub         | Szezon   | NB I         | NB I         | Magyar Kupa  | Magyar Kupa  | —        | —        | —      | —      | Összesen | Összesen |
| Klub         | Szezon   | Mérk         | Gól          | Mérk         | Gól          | Mérk     | Gól      | Mérk   | Gól    | Mérk     | Gól      |
| FC Tatabánya | 2004–05  | 22           | 3            | —            | —            | —        | —        | —      | —      | 22       | 3        |
| FC Tatabánya | Összesen | 22           | 3            | —            | —            | —        | —        | —      | —      | 22       | 3        |
| Klub         | Szezon   | NB I         | NB I         | Magyar Kupa  | Magyar Kupa  | —        | —        | Európa | Európa | Összesen | Összesen |
| Klub         | Szezon   | Mérk         | Gól          | Mérk         | Gól          | Mérk     | Gól      | Mérk   | Gól    | Mérk     | Gól      |
| Újpest FC    | 2008–09  | 5            | 1            | —            | —            | —        | —        | —      | —      | 5        | 1        |
| Újpest FC    | 2007–08  | 1            | 0            | —            | —            | —        | —        | —      | —      | 1        | 0        |
| Újpest FC    | 2006–07  | 27           | 1            | —            | —            | —        | —        | 1      | 0      | 28       | 1        |
| Újpest FC    | 2005–06  | 15           | 2            | —            | —            | —        | —        | —      | —      | 15       | 2        |
| Újpest FC    | 2003–04  | 2            | 0            | —            | —            | —        | —        | —      | —      | 2        | 0        |
| Újpest FC    | Összesen | 50           | 4            | —            | —            | —        | —        | 1      | 0      | 61       | 4        |
| Összesen     |          | 121          | 10           | 1            | 0            | 1        | 0        | 1      | 0      | 124      | 10       |

(A statisztikák 2008. augusztus 23-a szerintiek.)

### Mérkőzései a válogatottban
| Magyarország | Magyarország         | Magyarország                      | Magyarország  | Magyarország | Magyarország        | Magyarország | Magyarország | Magyarország |
| #            | Dátum                | Helyszín                          | Hazai         | Eredmény     | Vendég              | Kiírás       | Gólok        | Esemény      |
| ------------ | -------------------- | --------------------------------- | ------------- | ------------ | ------------------- | ------------ | ------------ | ------------ |
| 1.           | 2007. február 7.     | Limassol (CYP)                    | Lettország    | 0 – 2        | Magyarország        | barátságos   | -            |              |
| 2.           | 2007. március 24.    | Podgorica                         | Montenegró    | 2 – 1        | Magyarország        | barátságos   | -            | 65'          |
| 3.           | 2007. március 28.    | Budapest, Szusza Ferenc Stadion   | Magyarország  | 2 – 0        | Moldova             | Eb-selejtező | -            | 36'          |
| 4.           | 2007. augusztus 22.  | Budapest, Puskás Ferenc Stadion   | Magyarország  | 3 – 1        | Olaszország         | barátságos   | -            |              |
| 5.           | 2007. szeptember 8.  | Székesfehérvár, Sóstói Stadion    | Magyarország  | 1 – 0        | Bosznia-Hercegovina | Eb-selejtező | -            | 15'          |
| 6.           | 2007. szeptember 12. | Isztambul, Beşiktaş İnönü Stadion | Törökország   | 3 – 0        | Magyarország        | Eb-selejtező | -            |              |
| 7.           | 2007. október 13.    | Budapest, Szusza Ferenc Stadion   | Magyarország  | 2 – 0        | Málta               | Eb-selejtező | -            |              |
| 8.           | 2007. október 13.    | Łódź                              | Lengyelország | 0 – 1        | Magyarország        | barátságos   | -            |              |
| 9.           | 2007. november 17.   | Chișinău, Zimbru Stadion          | Moldova       | 3 – 0        | Magyarország        | Eb-selejtező | -            |              |
| 10.          | 2007. november 21.   | Budapest, Puskás Ferenc Stadion   | Magyarország  | 1 – 2        | Görögország         | Eb-selejtező | -            |              |
| 11.          | 2008. május 31.      | Budapest, Szusza Ferenc Stadion   | Magyarország  | 1 – 1        | Horvátország        | barátságos   | -            |              |
| 12.          | 2009. március 28.    | Tirana, Qemal Stafa Stadion       | Albánia       | 0 – 1        | Magyarország        | vb-selejtező | -            |              |
|              | Összesen             |                                   |               | 12           | mérkőzés            |              | 0            | gól          |